# André Thouin

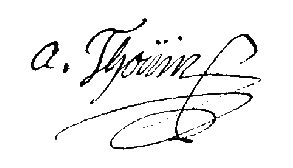
Firma de 1781

André Thouin, va ser un botànic i agrònom francès nascut a París el 10 de febrer de 1747 i mort a París el 27 d'octubre de 1824.

## Biografia
Fill de Jean-André Thouin (mort el 1764), intendent del Jardí Reial de les Plantes Medicinals i germà del paisatgista Gabriel Thouin (1747-1829), André va estudiar botànica amb Bernard de Jussieu (1699-1777). Buffon (1707-1788) li ofereix la plaça que ocupava el seu pare Jean-André i André augmentà molt el nombre de plantes i de cultius fins a 6.000 plantes vives a la seva mort.
Col·laborà a l'Enciclopèdia francesa. Va ser membre de la Société d'Agriculture en 1784, membre de l'Académie des Sciences el 1786, i de 72 acadèmies més.
Amb el botànic René Desfontaines (1750-1831), va fer l'inventari dels jardins botànics al voltant de París.
El 1789, es trobà en la llista de diputats (députés des États généraux). El 1793, amb la Revolució Francesa, el Jardí Reial de les Plantes Medicinals esdevé el Museu Nacional d'Història Natural de França i és nomenat professor administrador del Museu. Hi creà, el 1806, amb la col·laboració de Desfontaines, una escola d'agricultura pràctica encara existent actualment al Jardí de les Plantes sota el nom de «escola de botànica» (école de botanique).
Georges Cuvier (1769-1832) va pronunciar el seu elogi davant l'Institut.
La seva signatura com a botànic és Thouin.

## Publicacions
- Essai sur l'exposition et la division méthodique de l'économie rurale, sur la manière d'étudier cette science par principes et sur les moyens de... la perfectionner, Paris : Impr. de Marchant, 1805, in-4°, 56 p.
- Description de l'école d'agriculture pratique du Muséum d'histoire naturelle, Paris, 1814, in-4°
- Manuel d'arboriculture. Manuel illustré de la culture, de la taille et de la greffe des arbres fruitiers
- Monographie des greffes, ou Description technique des diverses sortes de greffes employées pour la multiplication des végétaux, 1821
- Instruction pour les voyageurs et pour les employés dans les colonies sur la manière de recueillir, de conserver et d'envoyer les objets d'histoire naturelle, rédigée... par l'administration du Muséum royal d'histoire naturelle, 1824
- Cours de culture et de naturalisation des végétaux, Paris : Mme Huzard et Déterville, 1827, 3 vol. in-8°, 1662 p. avec tableaux, un atlas in-4° de 65 planches gravées en taille-douce
- nombreuses collaborations sous forme d'articles, ainsi dans l'Encyclopédie méthodique (section d’Agriculture), dans le Supplément de Rozier, dans les Mémoires de la Société d'agriculture, dans la Feuille du Cultivateur, la Bibliothèque physico-économique, dans le Dictionnaire d'histoire naturelle et le Nouveau Cours d'agriculture, deux ouvrages publiés par Déterville, dans les Annales de l'Agriculture françoise, ou encore dans les Annales et Mémoires du Muséum d'histoire naturelle;
- son neveu Oscar Leclerc-Thoüin publie, en 1827, son Cours de culture et de naturalisation des végétaux, 3 vol. in-8° et atlas in-4°.